# Río Marne (Australia)
El río Marne (del inglés: Marne River) es un corto río de Australia Meridional, el principal afluente en ese estado del río Murray, que llega desde la cordillera llamada Mount Lofty Ranges.
Antes de 1917, se llamaba río Rin Meridional (Rhine River South). Debido a los sentimientos antialemanes desarrollados en la Primera Guerra Mundial, cambió su nombre por el de Marne en recuerdo del francés río Marne, lugar donde se celebró una famosa batalla (véase batalla del Marne).
- Datos: Q1164115